# Gagea fibrosa
Gagea fibrosa är en liljeväxtart som först beskrevs av René Louiche Desfontaines, och fick sitt nu gällande namn av Schult. och Julius Hermann Schultes. Gagea fibrosa ingår i Vårlökssläktet och i familjen liljeväxter. Inga underarter finns listade.